# Onychorhynchus mexicanus
Chim ruồi hoàng gia phía Bắc (Onychorhynchus mexicanus) là một loài chim trong họ Tyrannidae. Loài này được tìm thấy ở Mexico, phía nam qua phần lớn Trung Mỹ, phía tây bắc Colombia và phía tây Venezuela. Môi trường sống tự nhiên của chúng là rừng ẩm vùng đất thấp nhiệt đới hoặc cận nhiệt đới.

## Miêu tả=
Đớp ruồi bạo chúa hoàng gia phía bắc dài 16,5–18 cm (6,5–7,1 in), màu nâu phía trên những đốm nhỏ trên những lông cánh; đít và đuôi có son vàng nâu. Mỏ dài và rộng. Nó có một chỏm lông đầu hình quạt, có màu đỏ ở chim trống và vàng cam ở chim mái. Chỏm lông đầu hiếm khi phô ra, ngoại trừ trong các tập hợp lại.